# Polynemus plebejus
Cá nhụ gộc (Danh pháp khoa học: Polynemus plebejus) hay còn gọi với cái tên địa phương là cá chét gộc là một loài cá biển trong họ Polynemidae phân bố ở Ấn Độ, Philippin, Triều Tiên và Việt Nam. Ở Đại Tây Dương cũng có xuất hiện. Đây là loài cá có giá trị, mùa vụ khai thác quanh năm. 

## Đặc điểm

### Phần đầu
Đầu nhỏ và ngắn. Mõm tù. Chiều dài mõm hơi ngắn hơn đường kính mắt. Mắt tương đối lớn, ở gần sát phía cùng của đầu. Màng mỡ mắt phát triển, hình bầu dục. Khoảng cách rộng và hơi lồi lên. Lỗ mũi rất nhỏ, mỗi bên hai cái. Miệng rộng ở phía dưới đầu và gần như nằm ngang. Môi hàm dưới tương đối phát triển nhưng chưa đến mút hàm. Răng rất nhỏ, dạng lông nhung, mọc thành dãy trên 2 hàm, xương lá mía và xương vòm miệng. Dãy răng ở xương lá mía có hình tròn, ở xương vòm miệng có hình thoi. 

### Phần thân
Khe mang rộng. Viền sau xương nắp mang trước có răng cưa nhỏ và sắc. Màng nắp mang tách rời nhau, không dính liền với ức. Lược mang phát triển. Vảy lược, trừ trên màng mỡ mắt và môi còn toàn thân và đầu đều có mọc vảy. Các gốc vây lưng, vây đuôi, vây hậu môn và vây ngực đều có vảy nách hình tam giác. Đường bên kéo dài đến thùy dưới của vây đuôi. Vây lưng hai cái, ở cách xa nhau. Khởi điểm của vây lưng thứ nhất ở gần khởi điểm của vây lưng thứ 2 hơn gần mút mõm. Gai tương đối mềm, gai thứ 2-3 dài nhất. Vây lưng thứ 2 và vây hậu môn đồng dạng. 

### Phần đuôi
Khởi điểm của vây hậu môn ở ngang với tia vây thứ hai của vây lưng thứ hai. Vây ngực to và dài, ở thấp, có 5 tia vây tách rời nhau như dạng râu, tia dài nhất dài hơn vây ngực. Vây bụng nhỏ ở ngang bụng. Vây đuôi lớn và dài, dạng đuôi chẻ. Lưng màu hơi xám nâu xanh nhạt, bụng màu trắng. Mỗi bên hông có 8-9 sọc dọc màu nâu xám. Các viền vây đều đen. Chiều dài thân gấp 3,31-3,80 chiều cao thân, 2,8-3,5 chiều dài đầu. Chiều dài đầu gấp 4,7-5,3 lần chiều dài mõm. Thân dài dẹp bên, viền lưng và bụng thành cung tròn hẹp. 